# Gnojnice (Mostar)
Pour les articles homonymes, voir Gnojnice.
Gnojnice (en cyrillique : Гнојнице) est une localité de Bosnie-Herzégovine. Elle est située sur le territoire de la ville de Mostar, dans le canton d'Herzégovine-Neretva et dans la fédération de Bosnie-et-Herzégovine.
Selon les résultats du recensement bosnien de 2013, elle compte 3637 habitants. La route M-17 traverse Gnojnice et la connecte avec les autres faoubourgs du sud et le quartier du Opine. Gnojnice borde Gornje Gnojnice au sud-est, Dračevice et Ortiješ au sud, pendant que la rivière Neretva forme la frontière occidentale de la banlieue vers Jasenica, Rodoč et Bačevići.
La ville est très connue pour ses vignobles, les "Carski vinogradi". l'aéroport du Mostar est situé ici aussi.
La majorité du Gnojnice fait part du Zone métropolitaine du sud-est, alors que l'autre part du territoire de ce banlieue est dans la Zone du sud-ouest.

## Géographie
Comme la plupart des faoubourgs au sud de Mostar, Gnojnice se trouve dans la Bišće polje (fr. Champ Bišće). Elle est une des trois cuvettes (avec la Bijelo Polje au nord et la Cuvette de Mostar) qui forment la ville du Mostar et sa zone métropolitaine. La localité est dominée par terres plates et fertiles, grâce à sa proximité avec la Neretva.
Gnojnice s'étend de la rive gauche du Neretva en ouest au début des montagnes du Podvelež en est.
Dans l'autre rive de la rivière se trouvent, du nord au sud, les localités du Rodoč, Jasenica et Bačevići. Vers le sud, Gnojnice borde avec Dračevice et Ortiješ, à l'est avec Podveležje et Gornje Gnojnice et au nord avec les quartiers du Opine et Luka.
Gnojnice elle-même est formée par le centre du faoubourgs, et Kadijevići, Kočine, Gorica et Masline.
La localité est située sur la rive gauche de la Neretva.

## Histoire
Dans Gnojnice, il y a des traces de l'ère romaine. La trace la plus importante est la « Vrba », un système pour la distribution de l'eau aux agriculteurs à l'aide de canaux sous-terrains. Les anciennes structures de ce système peuvent être trouvées dans plusieurs endroits à Gnojnice.
Pendant la période de l'occupation austro-hongroise de la Bosnie, la viniculture a vu une grande accélération de son développent. En 1886, un établissement dédié à l'amélioration de la viniculture et la gestion du commerce est établi. Au-dehors des investissements dans la production, les viticulteurs avaient aussi accès aux institutions éducatives et leur connaissance sur ce secteur agricole. Un grand nombre de viticulteurs a décidé d'envoyer ses enfants aux écoles pour apprendre des nouvelles techniques et autres moyens pour améliorer la qualité du vin. Dans ce process, l'école pour la viniculture à Klosterneuburg (près de Vienne) avait un rôle particulièrement important.

## Démographie

### Évolution historique de la population
| 1948 | 1953 | 1961  | 1971  | 1981  | 1991  | 2013  |
| ---- | ---- | ----- | ----- | ----- | ----- | ----- |
| -    | -    | 1 020 | 1 318 | 1 813 | 2 211 | 3 749 |

|  |

### Communauté locale
En 1991, la communauté locale de Gnojnice comptait 3 020 habitants, répartis de la manière suivante :